# Carly Patterson
 (juillet 2024).
Si vous disposez d'ouvrages ou d'articles de référence ou si vous connaissez des sites web de qualité traitant du thème abordé ici, merci de compléter l'article en donnant les références utiles à sa vérifiabilité et en les liant à la section « Notes et références ».
Pour les articles homonymes, voir Patterson.
Carly Rae Patterson (née le 4 février 1988 à Bâton-Rouge, Louisiane, États-Unis) est une gymnaste américaine.
Durant les Jeux olympiques d'été de 2004 à Athènes, elle a gagné la médaille d'or du concours général individuel féminin ; les seules autres gymnastes américaines l'ayant remporté sont Mary Lou Retton, Nastia Liukin, Gabrielle Douglas, Simone Biles et Sunisa Lee, qui l'ont gagné durant les Jeux olympiques d'été de 1984, les Jeux olympiques d'été de 2008, les Jeux olympiques d'été de 2012, les Jeux olympiques d'été de 2016 et les Jeux olympiques d'été de 2020 respectivement. Patterson a aussi gagné la médaille d'argent du concours général par équipe et la médaille d'argent à la poutre.
À l'âge de 16 ans elle prend sa retraite dans le monde de la gymnastique. En effet, juste après les Jeux olympiques, une blessure au dos lui est diagnostiquée. Elle préfère mettre fin à sa carrière de gymnaste car elle court le risque de ne plus pouvoir marcher si cette blessure s'aggrave.
Depuis, elle est le porte voix de l'association MyGym fitness, qui encourage les jeunes enfants à faire du sport.
Elle s'est également mise à sa seconde passion : la musique. En juin 2009, elle a sorti un album Back, avec la chanson Time To Wake Up.

## Palmarès

### Jeux olympiques
- Athènes 2004
  -  médaille d'or au concours général individuel
  -  médaille d'argent par équipes
  -  médaille d'argent à la poutre

### Championnats du monde
- Anaheim 2003
  -  médaille d'or par équipes
  -  médaille d'argent au concours général individuel

### Autres
- American Cup 2003 :
  -  1re au concours général

- American Cup 2004 :
  -  1re au concours général